# Dan Keat
Dan Keat (26 de junio de 1990 en Barnstaple) es un futbolista inglés nacionalizado neozelandés que juega como mediocampista en el GAIS de la Superettan sueca.

## Carrera
Debutó en 2004 en el Team Wellington. En 2006 pasó al Dartmouth College y estuvo allí hasta que en 2010 unos ojeadores de Los Angeles Galaxy se interesaron en él y el club terminó fichándolo. A principios de 2013 quedó libre y firmó en abril de ese año con el Falkenbergs FF de Suecia. Conseguiría el título de la Superettan, segunda división de Suecia, ese mismo año, logrando así el ascenso a la Allsvenskan. Tras ayudar al equipo a conservar su lugar en primera división, rescindió su contrato y volvió a la segunda categoría del país al firmar con el GAIS en 2016.

### Clubes
| Club               | País           | Año             |
| ------------------ | -------------- | --------------- |
| Team Wellington    | Nueva Zelanda  | 2004 - 2006     |
| Dartmouth College  | Estados Unidos | 2006 - 2010     |
| Los Angeles Galaxy | Estados Unidos | 2010 - 2012     |
| Falkenbergs FF     | Suecia         | 2013 - 2015     |
| GAIS               | Suecia         | 2016 - Presente |

### Selección nacional
Ricki Herbert lo convocó para disputar con Nueva Zelanda la Copa de las Naciones de la OFC 2012. Sin embargo, fue remplazado por Jake Gleeson cuatro días antes del comienzo de la competición. Acumula 5 presentaciones con la selección mayor.

#### Partidos y goles internacionales
| Partidos y goles internacionales | Partidos y goles internacionales | Partidos y goles internacionales   | Partidos y goles internacionales | Partidos y goles internacionales | Partidos y goles internacionales           | Partidos y goles internacionales |
| #                                | Fecha                            | Estadio                            | Rival                            | Resultado                        | Competición                                | Gol(es)                          |
| -------------------------------- | -------------------------------- | ---------------------------------- | -------------------------------- | -------------------------------- | ------------------------------------------ | -------------------------------- |
| 2012                             |                                  |                                    |                                  |                                  |                                            |                                  |
| 1                                | 29 de febrero                    | Mount Smart Stadium, Auckland      | Jamaica                          | 2 – 3                            | Amistoso                                   |                                  |
| 2                                | 16 de octubre                    | Estadio Pater Te Hono Nui, Papeete | Tahití                           | 2 – 0                            | Clasificación para la Copa Mundial de 2014 |                                  |
| 3                                | 16 de octubre                    | AMI Stadium, Christchurch          | Tahití                           | 3 – 0                            | Clasificación para la Copa Mundial de 2014 |                                  |
| 4                                | 14 de noviembre                  | Estadio Hongkou, Shanghái          | China                            | 1 – 1                            | Amistoso                                   |                                  |
| 2013                             |                                  |                                    |                                  |                                  |                                            |                                  |
| 5                                | 26 de marzo                      | Estadio Lawson Tama, Honiara       | Islas Salomón                    | 2 – 0                            | Clasificación para la Copa Mundial de 2014 |                                  |
| 2014                             |                                  |                                    |                                  |                                  |                                            |                                  |
| 6                                | 14 de noviembre                  | National Stadium, Nanchang         | China                            | 1 – 1                            | Amistoso                                   |                                  |
| 7                                | 18 de noviembre                  | 80th Birthday Stadium, Korat       | Tailandia                        | 0 – 2                            | Amistoso                                   |                                  |

## Palmarés
| Título                 | Club               | País           | Año  |
| ---------------------- | ------------------ | -------------- | ---- |
| MLS Supporters' Shield | Los Angeles Galaxy | Estados Unidos | 2010 |
| MLS Supporters' Shield | Los Angeles Galaxy | Estados Unidos | 2011 |
| Copa MLS               | Los Angeles Galaxy | Estados Unidos | 2011 |
| Copa MLS               | Los Angeles Galaxy | Estados Unidos | 2012 |
| Superettan             | Falkenbergs FF     | Suecia         | 2013 |